# Kościół św. Antoniego Padewskiego w Stawiskach
Kościół Świętego Antoniego Padewskiego w Stawiskach – rzymskokatolicki kościół parafialny w mieście Stawiski, w województwie podlaskim. Należy do dekanatu Jedwabne diecezji łomżyńskiej.

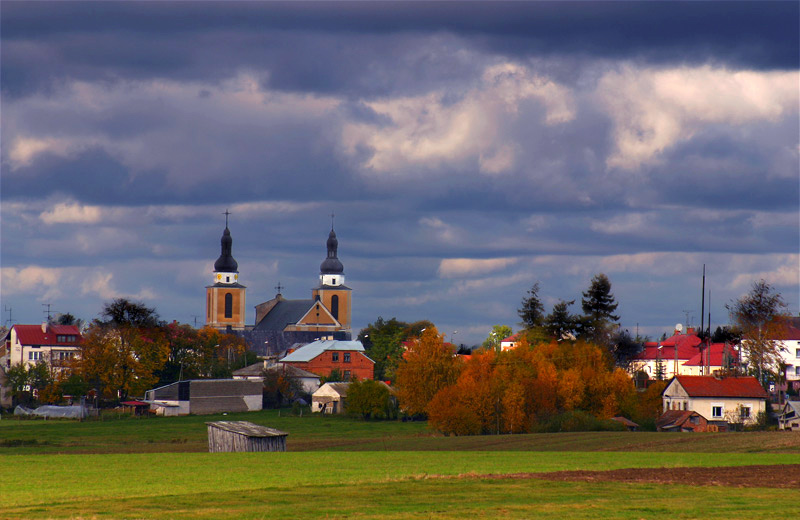
Widok Stawisk jesienną porą z widocznymi wieżami kościoła

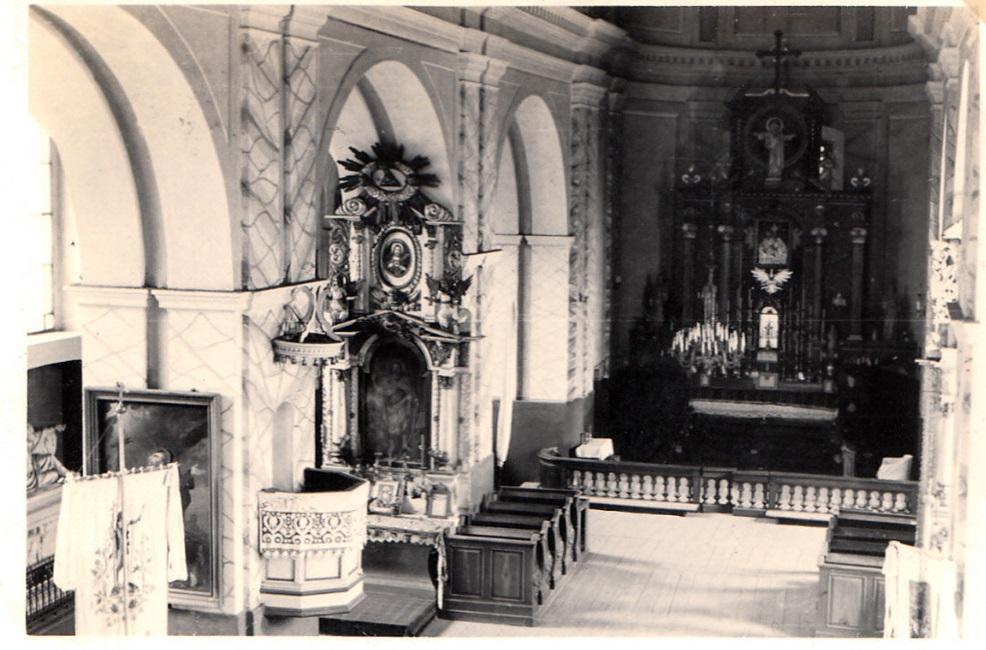
Wnętrze kościoła, widok w kierunku prezbiterium.

## Historia
Obecna świątynia została wzniesiona w latach 1813-1818 w stylu późnego baroku według projektu architekta Teodora Seyfrieda jako kościół Franciszkanów. Fundatorem kościoła był ówczesny właściciel Stawisk, Teodor Bykowski. W 1822 roku budowlę poświęcił ksiądz Andrzej Żmijewski, oficjał łomżyński. W 1927 roku do kościoła zostały dobudowane wieże. Podczas II wojny światowej wieże uległy zniszczeniu. W latach 1951–1952 dokonano ich częściowej odbudowy. W latach 1990–2008, podczas urzędowania księdza proboszcza Mieczysława Gołaszewskiego przeprowadzono ich całkowitą rekonstrukcję. Zostały również odremontowane i zabezpieczone fundamenty budowli, została wzniesiona nowa główna nastawa ołtarzowa, kościół i ołtarz główny zostały przygotowane do poświęcenia, zostały wyremontowane ołtarze boczne, stacje drogi krzyżowej, tabernakulum, w oknach zostały zamontowane witraże oraz odmalowano wnętrze budowli.